# Jennifer Rocha
Jennifer Jaime Rocha amerikai softballjátékos és -edző. 2019 óta az Oklahoma Sooners helyettes vezetőedzője.

## Pályafutása

### Florida Gators
2006-ban a Florida Gators edzőhelyettese lett; a 2018-as szezon előtt előléptették helyettes vezetőedzővé.

### Oklahoma Sooners
2018. július 18-án az Oklahoma Sooners vezetőedző-helyettese lett, miután Melyssa Lombardi az Oregon Duckshoz távozott.

## Magánélete
2006-ban feleségül ment Paul Rochához, akivel egy lányuk (Eliana) született.

## Statisztika
| Év        | W  | L  | GP | GS | CG | SHO | SV | IP    | H   | SR  | ER | BB  | SO  | ERA  | WHIP |
| --------- | -- | -- | -- | -- | -- | --- | -- | ----- | --- | --- | -- | --- | --- | ---- | ---- |
| 1996      | 16 | 7  | 30 | 20 | 13 | 6   | 1  | 139,0 | 125 | 48  | 38 | 38  | 61  | 1,91 | 1,17 |
| 1997      | 12 | 6  | 32 | 21 | 13 | 9   | 0  | 137,1 | 102 | 41  | 28 | 43  | 91  | 1,43 | 1,06 |
| 1998      | 16 | 4  | 26 | 23 | 16 | 6   | 1  | 142,2 | 111 | 44  | 28 | 39  | 92  | 1,38 | 1,05 |
| Összesen: | 44 | 17 | 88 | 64 | 42 | 21  | 2  | 419,0 | 338 | 133 | 94 | 120 | 251 | 1,57 | 1,09 |

## Fordítás
- Ez a szócikk részben vagy egészben  a   Jennifer Rocha című angol Wikipédia-szócikk ezen változatának fordításán alapul.  Az eredeti cikk szerkesztőit annak laptörténete sorolja fel. Ez a jelzés csupán a megfogalmazás eredetét és a szerzői jogokat jelzi, nem szolgál a cikkben szereplő információk forrásmegjelöléseként.